# Lepomis macrochirus
Lepomis macrochirus is een straalvinnige vis uit de familie van zonnebaarzen (Centrarchidae), uit de orde van baarsachtigen (Perciformes). De volwassen vis is gemiddeld 19 cm, maar kan maximaal 41 cm lang en 2150 gram zwaar worden. De hoogst geregistreerde leeftijd is 10 jaar.

## Leefomgeving en voedsel
Lepomis macrochirus komt voor in zoet- en brakwater. Het natuurlijke verspreidingsgebied is Noord-Amerika, van de grens tussen Canada en de Verenigde Staten tot en met het noorden van Mexico. De soort komt voor in plassen, (kunstmatige) meren en traagstromende rivieren.
Volwassen vissen foerageren op slakken, kleine kreeftjes, waterinsecten, wormen en kleine vissoorten. De jonge vis leeft van kreeftachtigen, waterinsecten en wormen.

## Relatie tot de mens
De vis is vaak geïntroduceerd door de mens, of ontsnapt, en is daardoor veel te vinden in de wateren van Afrika, Azië, Oceanië, Zuid-Amerika en de rest van Noord-Amerika. Probleem daarbij is dat L. macrochirus, net als de bekendere groene zonnebaars, zich vrij snel kan voortplanten en daardoor een potentiële concurrent is voor de inheemse vissoorten en daarmee een bedreiging kan zijn voor de inheemse natuur. In aantal gevallen blijkt dit al het geval te zijn, volgens de diverse bronnen. Duitsland kent ook restricties op deze vissoort. Overigens komt deze vissoort niet voor op de lijst van in Nederland schadelijke exoten van de werkgroep exoten.
Lepomis macrochirus is voor de beroepsvisserij van weinig belang. Er wordt wel op de vis gehengeld. De soort wordt verder gevangen voor commerciële aquaria en kan worden bezichtigd in sommige publiek toegankelijke aquaria.
Deze vis is de officiële state fish van de staat Illinois.

## Synoniemen
Voor deze vissoort zijn de volgende wetenschappelijke synoniemen bekend:

- Eupomotis macrochirus Rafinesque, 1819
- Lepomotis nephelus Cope, 1868